# Теорема Паппа о площадях

Площади тёмно-серых фигур равны площадям светло-серых фигур

Теорема Паппа о площадях — аналог теоремы Пифагора. Теорема дает соотношение между площадями трёх параллелограммов, образуемых построенных на трёх сторонах произвольного треугольника.

## История
Теорема  названа так в честь греческого математика Паппа Александрийского, который доказал её в четвёртом веке нашей эры.

## Формулировка
Пусть дан произвольный треугольник ABC, а ABDE и ACFG — два произвольных параллелограмма, построенные на двух его сторонах AB и AC. Продолжим стороны DE и FG параллелограммов до их пересечения в точке H. Тогда линия отрезка AH становится образующей для построения стороны третьего параллелограмма BCLM на третьей стороне BC треугольника. Если отрезки прямых BL и CM параллельны и одновременно равны отрезку AH, то при этом выполняется следующее тождество для площадей (обозначенных буквой S) параллелограммов:
{\displaystyle S_{ABDE}+S_{ACFG}=S_{BCML}}.